# Werchnja Syrowatka
Werchnja Syrowatka (ukrainisch Верхня Сироватка; russisch Верхняя Сыроватка Werchnjaja Syrowatka) ist ein Dorf in der ukrainischen Oblast Sumy mit etwa 3800 Einwohnern (2004).

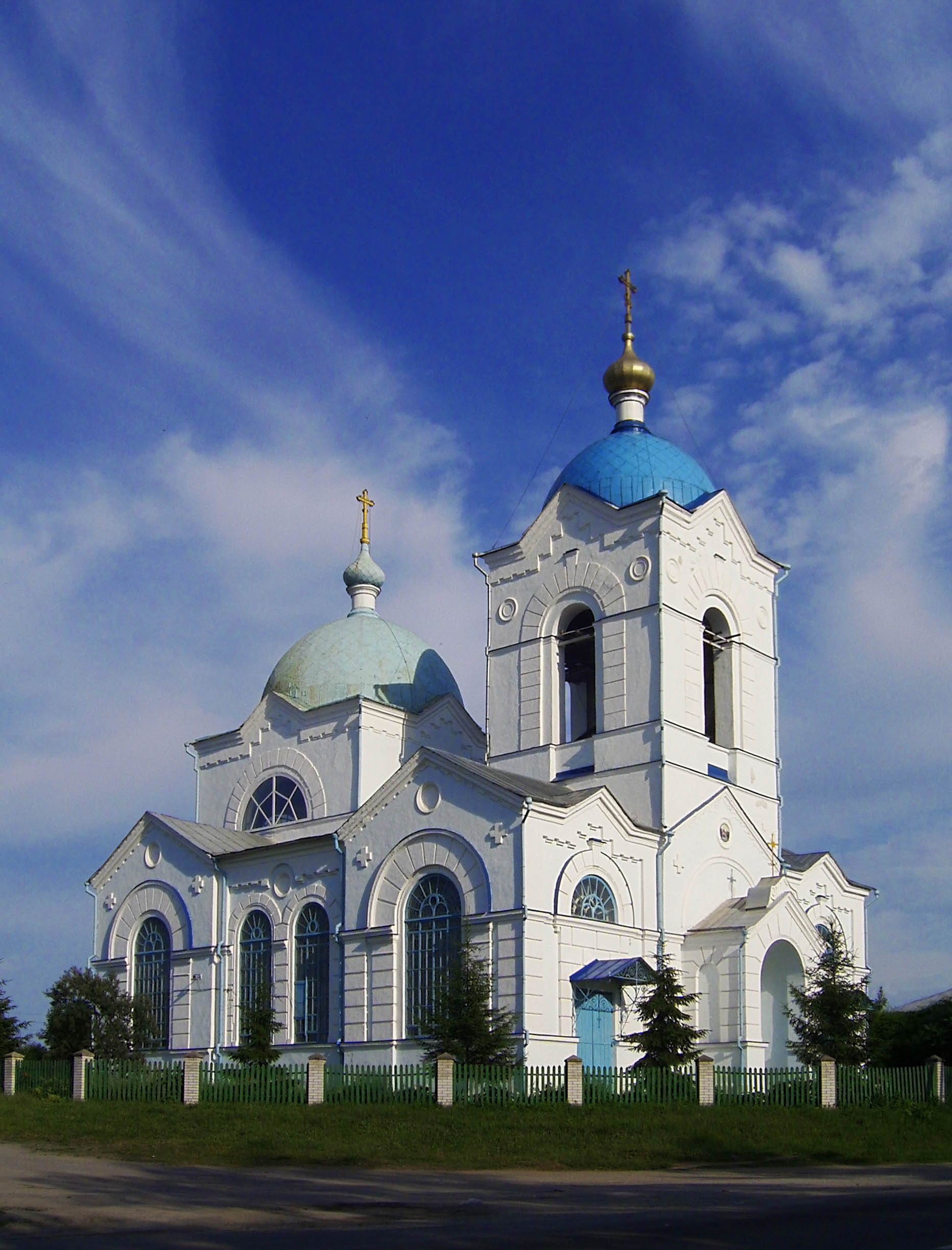
Kirche im Ort

Das 1653 erstmals schriftlich erwähnte Dorf liegt am Ufer der Syrowatka (Сироватка), einem 58 km langen Nebenfluss des Psel. Durch das Dorf verlaufen die Fernstraße N 12 und die Regionalstraße P–45. Das Rajon- und Oblastzentrum Sumy liegt 15 Kilometer nordwestlich des Dorfes.

## Verwaltungsgliederung
Am 18. April 2017 wurde das Dorf zum Zentrum der neugegründeten Landgemeinde Werchnja Syrowatka (Верхньосироватська сільська громада/Werchnjosyrowatska silska hromada). Zu dieser zählen auch die 7 in der untenstehenden Tabelle aufgelisteten Dörfer sowie die Ansiedlungen Kamjane und Sachariwske, bis dahin bildete es zusammen mit den Dörfern Nowosselyzja, Salisnjak und Stinka sowie der Ansiedlung Sachariwske die gleichnamige Landratsgemeinde Werchnja Syrowatka (Верхньосироватська сільська рада/Werchnjosyrowatska silska rada) im Osten des Rajons Sumy.
Folgende Orte sind neben dem Hauptort Werchnja Syrowatka Teil der Gemeinde:
| Name                     | Name           | Name                           |
| ukrainisch transkribiert | ukrainisch     | russisch                       |
| ------------------------ | -------------- | ------------------------------ |
| Iwachniwka               | Івахнівка      | Ивахновка (Iwachnowka)         |
| Jussupiwka               | Юсупівка       | Юсуповка (Jussupowka)          |
| Kamjane                  | Кам'яне        | Каменное (Kamennoje)           |
| Malyj Bobryk             | Малий Бобрик   | Малый Бобрик (Maly Bobrik)     |
| Nowoselyzja              | Новоселиця     | Новоселица (Nowoseliza)        |
| Salisnjak                | Залізняк       | Зализняк                       |
| Stinka                   | Стінка         | Стенка (Stenka)                |
| Sachariwske              | Захарівське    | Захаровское (Sacharowskoje)    |
| Welykyj Bobryk           | Великий Бобрик | Великий Бобрик (Weliki Bobrik) |